# Skwierzyna
Skwierzyna [skfjɛˈʒɨna] (deutsch Schwerin an der Warthe) ist eine Stadt im Powiat Międzyrzecki der Woiwodschaft Lebus in Polen. Sie ist Sitz der gleichnamigen Stadt-und-Land-Gemeinde mit 11.948 Einwohnern (Stand 31. Dezember 2020).

## Name
Der Name der Stadt wird in folgenden Formen genannt: Squeryn, Skwerin, Skwierzim, Zwerin 1312, Nowa Squerin 1313, Zweryn 1315, Swyryn 1390, Skwirzyna 1458, Skwyrzyna 1493, 1645 Schweren. 1889 treten noch die Schreibweisen Skwirzyna, Skwierzyna und Skwierzna auf. Der deutsche Name lautet Schwerin an der Warthe. Die Landeshauptstadt Mecklenburg-Vorpommerns trägt ebenfalls den Namen Schwerin.

## Lage

Karte Schwerins um 1780

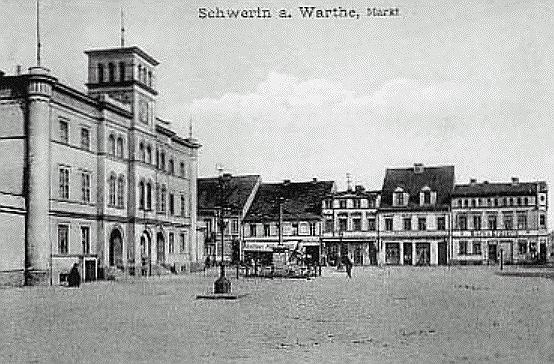
Schwerin um 1900

Die Stadt liegt an der Mündung der Obra in die Warthe im Norden der Woiwodschaft Lebus. Westlich von ihr erhebt sich der 107 m hohe Galgenberg. Über die Nord-Süd-Magistrale, die Fernverkehrsstraße 3, ist sie unmittelbar mit Stettin und dem schlesischen Industriegebiet verbunden. Die großen Nachbarstädte Landsberg und Grünberg sind 25 bzw. 80 km entfernt. Zu beiden Städten besteht auch eine Eisenbahnverbindung. Den nächsten Grenzübergang nach Deutschland erreicht man nach 63 Kilometern bei Küstrin.

## Geschichte
Die Stadt wurde 1295 gegründet. Obwohl Schwerin a. d. Warthe über fünf Jahrhunderte zum Königreich Polen gehörte, war die Bevölkerung mehrheitlich stets deutschsprachig, insbesondere wenn man die zahlreich im Ort vertretenen Juden mitrechnet. Die Besiedlung des Ortes an der Obramündung wurde von den Zisterziensermönchen des Klosters Paradies, 30 Kilometer südlich gelegen, betrieben. Der polnische König Przemysław II. verlieh ihm im Jahre 1306 deutsches Stadtrecht, das 1406 von König Władysław II. Jagiełło mit dem Magdeburger Stadtrecht präzisiert wurde. Ihren wirtschaftlichen Aufstieg verdankt die Stadt ebenfalls Jagiełło, der 1390 die Handelsstraße von Krakau nach Stettin errichten ließ. Da die Straße durch Schwerin führte, das unmittelbar an der Grenze zu Brandenburg lag, entstand hier eine Zollstation, die der Stadt eine rege Handelstätigkeit einbrachte.
Nach der Zweiten Teilung Polens von 1793 kam Schwerin unter preußische Herrschaft und lag nun in der neuen Verwaltungseinheit Südpreußen. Als Napoleon zum Beginn des 19. Jahrhunderts Europa eroberte, schuf er 1807 das Herzogtum Warschau, wodurch Schwerin wieder in einem polnischen Staatsgebiet lag. Dieser Zustand dauerte jedoch nur bis zum Jahre 1815. Durch den Wiener Kongress erhielt Preußen unter anderem die Provinz Posen zugesprochen, dazu gehörte auch Schwerin. Es wurde mit der preußischen Verwaltungsreform von 1818 in den Kreis Birnbaum eingegliedert. 1887 wurde der Westteil des Kreises Birnbaum abgetrennt und zu einem eigenen neuen nach der Stadt benannten Landkreis Schwerin (Warthe) in der Provinz Posen umgewandelt. 1879 wurde das Amtsgericht Schwerin an der Warthe gebildet.
1910 wurde Schwerin an die Bahnlinie Landsberg–Birnbaum angeschlossen, und damit wurde die Voraussetzung geschaffen, dass sich Industrie entwickeln konnte. So wurde die Stadt zu einem regionalen Zentrum für Holzverarbeitung und Textilherstellung. Als mit dem Versailler Vertrag von 1919 weite Teile der Provinz Posen wieder zu Polen kamen, wurde Schwerin der neu gebildeten preußischen Provinz Grenzmark Posen-Westpreußen zugeschlagen und wurde Kreisstadt des Landkreises Schwerin (Warthe). Nach der Auflösung der Grenzmark 1938 ging der Kreis in die Provinz Brandenburg über. Als 1939 die letzte Volkszählung im Dritten Reich durchgeführt wurde, hatte der Ort 7072 Einwohner. Seit 1937 ist Schwerin Garnisonsstadt.
Vom Zweiten Weltkrieg blieb die Stadt zunächst weitgehend verschont. Allerdings richtete die Nazidiktatur im Oktober 1939 hier das Einsatzgruppen-Straflager Schwerin an der Warthe ein, das u. a. als Haftort für Zwangsarbeiter diente. Erst beim Einmarsch der Roten Armee wurde die Stadt im Januar 1945 zu mehr als 60 % zerstört. Nach dem Kriegsende wurde Schwerin unter polnische Verwaltung gestellt und in Skwierzyna rückbenannt, wie er auch im 15. und 16. Jahrhundert mehrmals phonetisch urkundlich genannt wurde. Es wurden Polen angesiedelt. Soweit die deutsche Bevölkerung nicht geflohen war, wurde sie in der Folgezeit vertrieben.

## Demographie
| Jahr | Einwohner | Anmerkungen |
| ---- | --------- | --- |
| 1800 | 2658      | darunter 738 Juden, der Rest vorwiegend Evangelische |
| 1827 | 5123      | darunter 1543 Juden |
| 1861 | 6265      | [ 4 ] |
| 1867 | 6567      | am 3. Dezember |
| 1871 | 6368      | deutsche Einwohner, darunter 3850 Evangelische, 1800 Katholiken, 700 Juden; nach anderen Angaben 6368 Einwohner (am 1. Dezember), davon 3903 Evangelische, 1824 Katholiken, ein sonstiger Christ, 640 Juden |
| 1875 | 6580      | [ 7 ] |
| 1880 | 6838      | [ 7 ] |
| 1905 | 6768      | meist Evangelische; nach anderen Angaben 7265 Einwohner |
| 1910 | 6731      | [ 10 ] |
| 1933 | 7075      | [ 7 ] |
| 1939 | 8943      | [ 7 ] |

## Gemeinde
Zur Stadt-und-Land-Gemeinde (gmina miejsko-wiejska) Skwierzyna gehören die Stadt selbst und sieben Dörfer mit Schulzenämtern.

## Partnerstädte
- Bernau bei Berlin, Deutschland
- Brjansk, Russland
- Fredersdorf-Vogelsdorf, Deutschland[11]

Seit 1985 ist der Kreis Paderborn Patenkreis von Skwierzyna.

## Sehenswürdigkeiten
- Die St.-Nikolai-Kirche aus dem 15. Jahrhundert ist ein spätgotischer Backsteinbau in Gestalt einer dreischiffige Hallenkirche.
- Erlöserkirche, errichtet von 1847 bis 1854 als evangelische Kirche im neuromanischen Stil. Der schlanke achteckigen Glockenturm ist mit dem rechteckigen Kirchenbau durch eine offene Vorhalle verbunden. Seit 1948 katholisch.
- Rathaus von 1841 mit neogotischen und klassizistischen Elementen
- Kornspeicher vom Anfang des 19. Jahrhunderts
- Statue von König Jagiełło

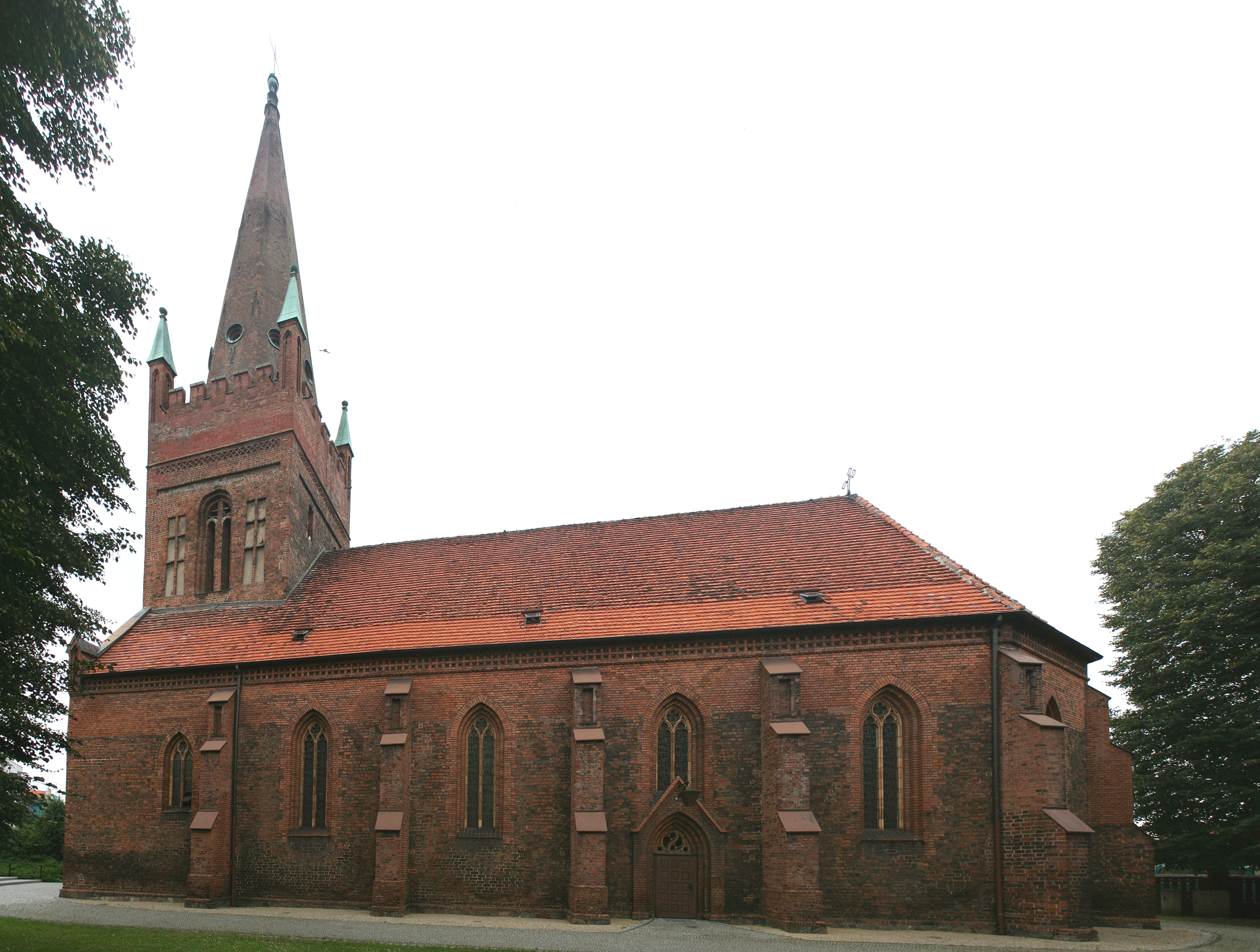
Nikolaikirche
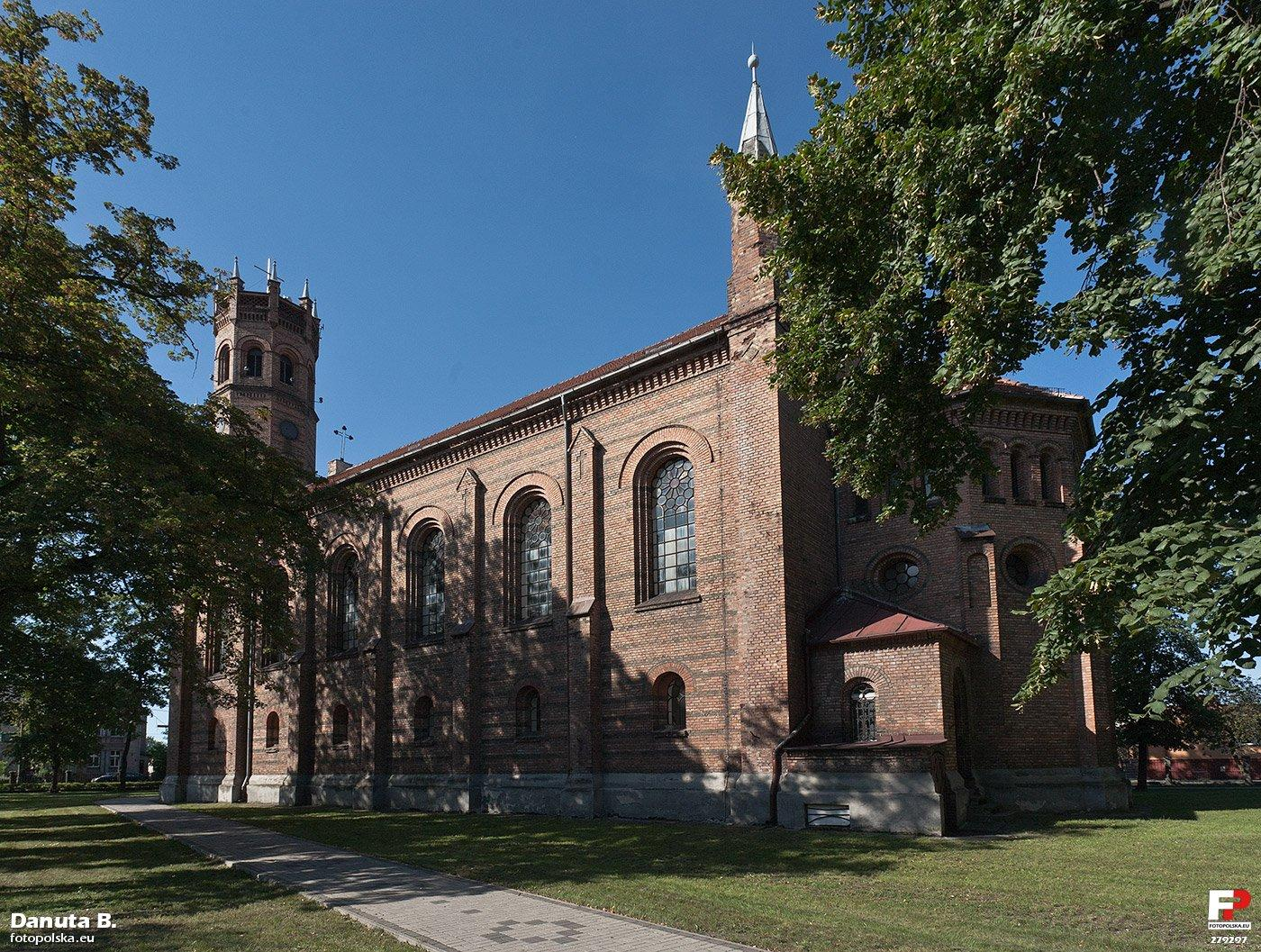
Erlöserkirche
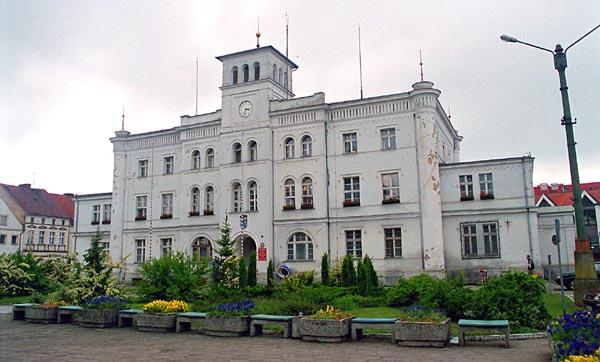
Rathaus von 1841
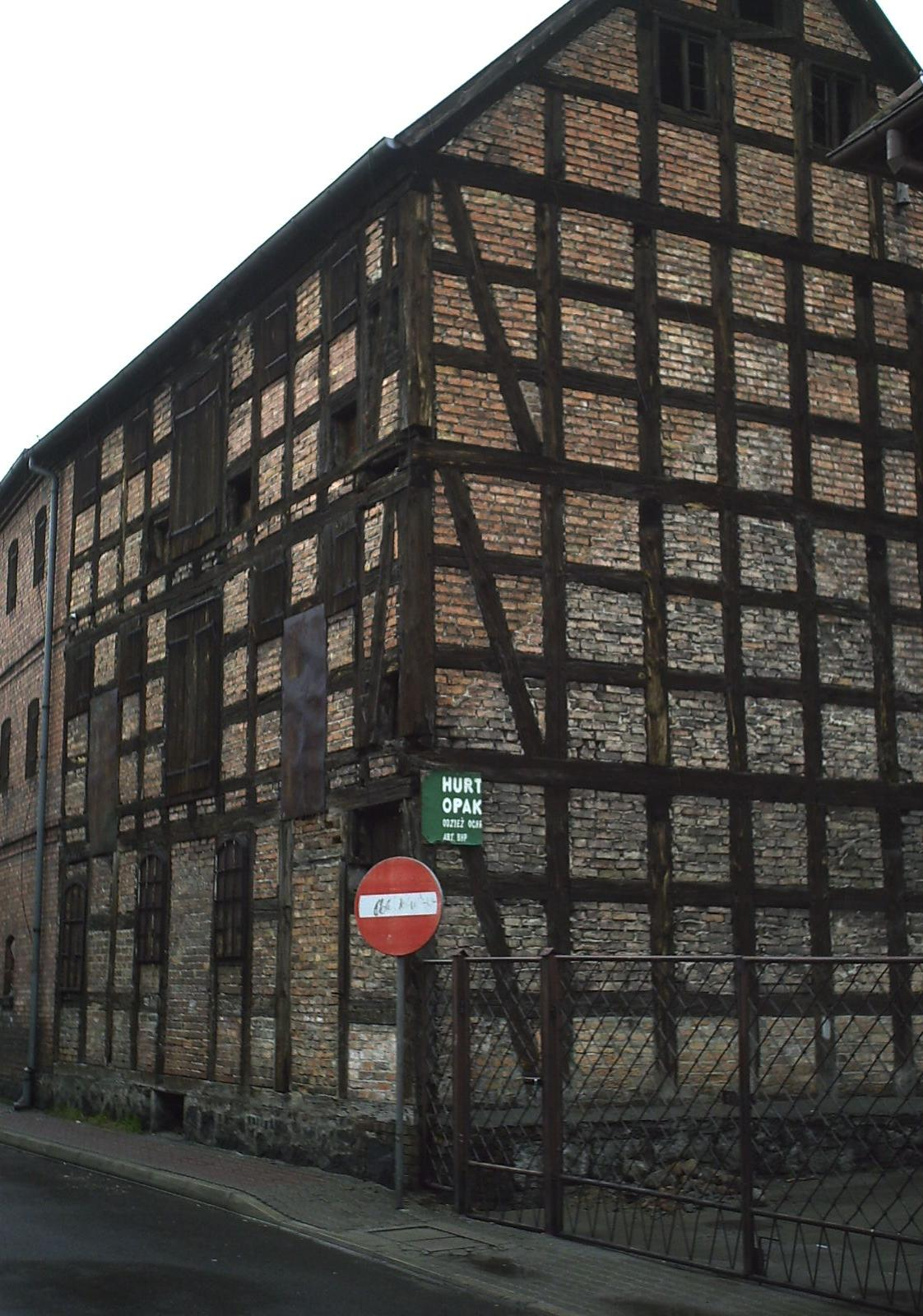
Kornspeicher
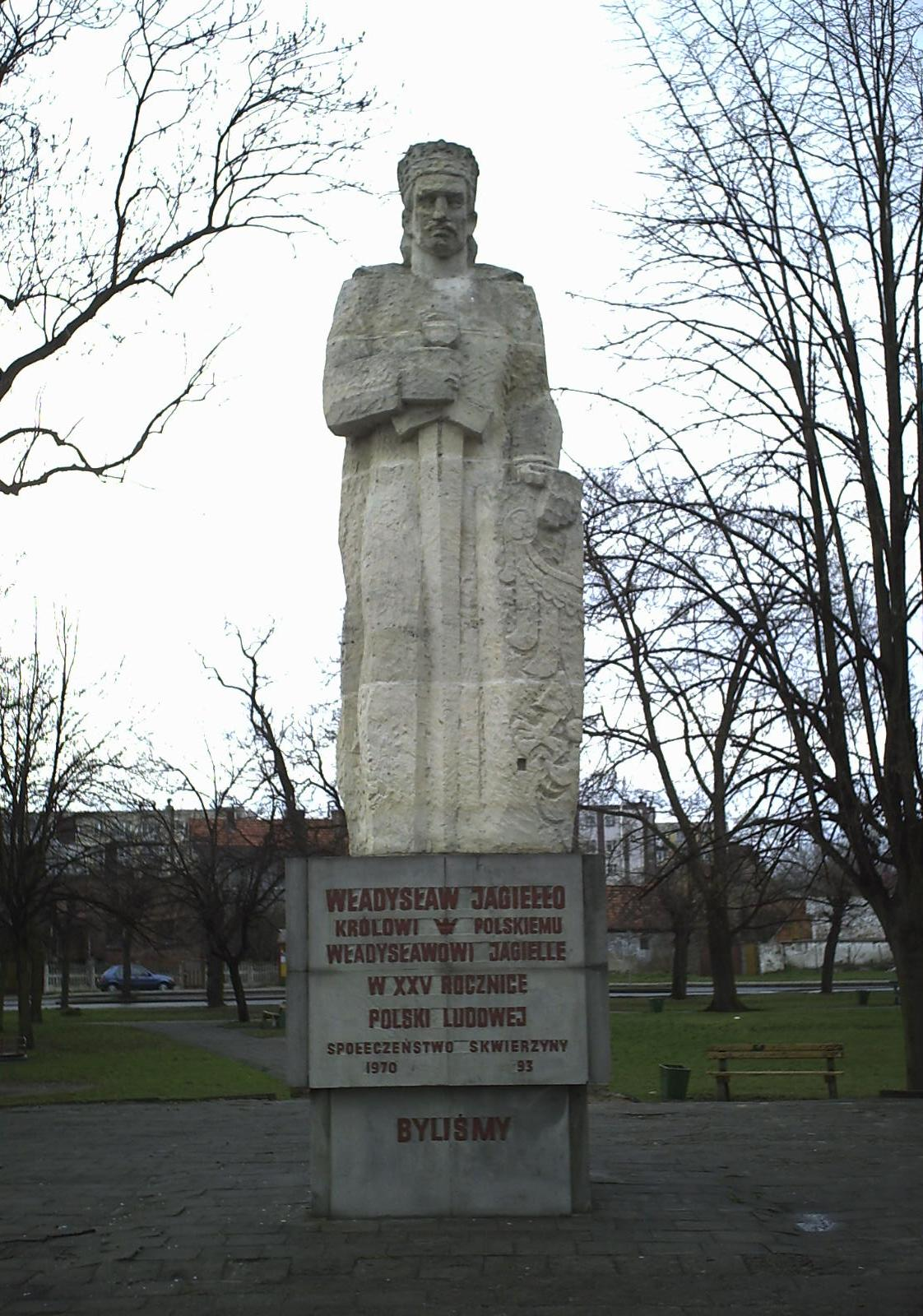
Statue von König Jagiełło
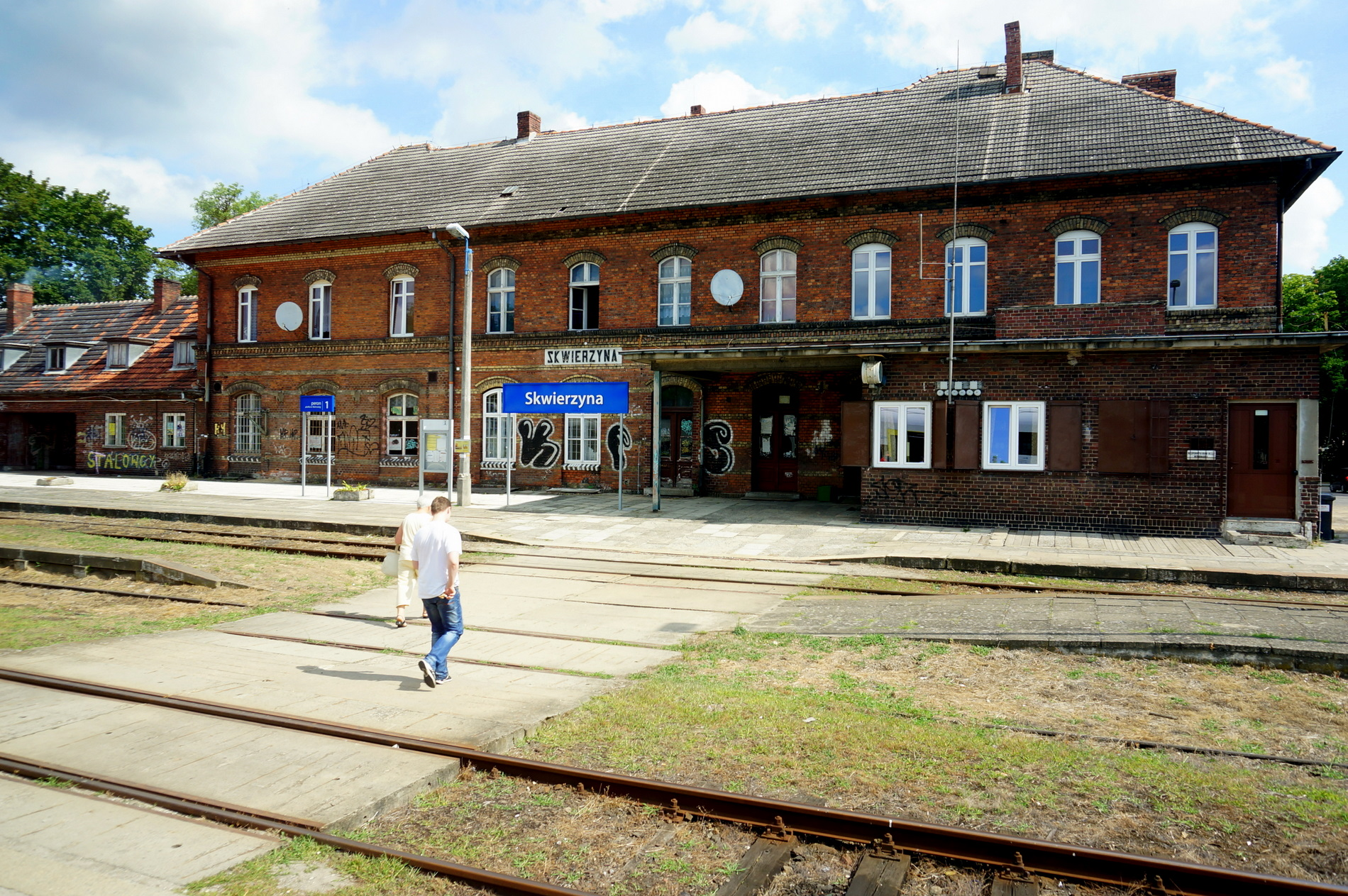
Bahnhof Skwierzyna

## Persönlichkeiten

### Bürgermeister der Stadt
- 1814–1835, Jan Chrzanowski
- 1835–1844, Brase
- 1844–1855, Clausius
- 1855–1867, Waetzmann
- 1868–1898, Hugo Müller[12]
- 1899–1911, Hugo Scholz
- 1911–1922, Erich Rogge
- 1923–1931, Ernat Wolff
- 1931–1932, Julius Malig
- 1932–1935, Arnold Reinsberg
- 1935–1945, Heinrich Bornmann
- Februar – Mai 1945, Stanisław Runge
- Mai – September 1945, Józef Skrzypczak
- September – November 1945, Władysław Śliwa
- Dezember 1945 – November 1946, Michał Kulpa
- Februar – Juni 1947, Henryk Fujdak
- September 1947 – Februar 1951, Wincenty Okupny
- Juni 1990 – Juni 1994, Ryszard Szczepaniak
- seit Juni 1994, Arkadiusz Piotrowski

### Geboren in Schwerin an der Warthe
- Johann Christian Metzig (1804–1864), Arzt, Philanthrop und Pazifist
- Berühmtester Sohn der Stadt ist der Musiker Johann Gottfried Piefke (1815–1884), der unter anderem den Marsch Preußens Gloria komponierte.
- Erich Ziegel (1876–1950), Schauspieler, Regisseur und Theaterleiter
- Gustav Boese (1878–1943), Maler
- Gregor Vietz (1890–unbek.), Langstreckenläufer
- Gregor Gog (1891–1945), Autor, Gründer der Bruderschaft der Vagabunden
- Gustav Wegener (1908–1944), Widerstandskämpfer gegen den Nationalsozialismus
- Ursula Schneider-Schulz (1925–2015), deutsche Bildhauerin
- Eckart Krause (* 1943), Geschichtswissenschaftler
- Wolfram Neumann (* 1943), Orthopäde und Hochschullehrer in Magdeburg

### Geboren in Skwierzyna
Nach Geburtsjahr geordnet
- Ryszard Tylewski (* 1952), Kanute[13]
- Eliza Białkowska (* 1973), rhythmische Sportgymnastin[14]
- Małgorzata Stasiak (* 1988), Handballspielerin
- Renata Śliwińska (* 1996), Leichtathletin[15]